# Historia de Moldavia
La historia de Moldavia se remonta a la década de 1350, cuando fue fundado el Principado de Moldavia, el precursor medieval de la Moldavia y la Rumania modernas. Sin embargo, el territorio de la actual Moldavia fue habitado en la antigüedad por los dacios, y por su ubicación sobre una ruta estratégica entre Asia y Europa, Moldavia ha sido víctima de numerosas invasiones, incluyendo el Rus' de Kiev, los mongoles, Hungría, Polonia, el Imperio otomano, finalmente Rusia.
La mayor parte de la actual Moldavia, antiguamente conocida como Besarabia, era parte del Principado de Moldavia desde su fundación hasta su anexión por parte del Imperio ruso, como resultado de la Guerra ruso-turca (1806-1812). Por ello, la herencia cultural del Principado de Moldavia se mantiene como núcleo de la identidad moldava de Moldavia, a pesar de que el estado sucesor del Principado de Moldavia es Rumania, después de la unión entre los principados Valaquia y Moldavia, en 1859.

## Principado de Moldavia

El principado de Moldavia durante el reino de Esteban el Grande.

La fundación de Moldavia se debe al noble rumano Dragoş de Bedeu, originario de la región rumana Maramureş (en ese tiempo bajo control del Reino de Hungría). En 1343, Dragoş obtuvo el encargo del rey Luis I de Hungría de construir una defensa en contra de las invasiones de los tártaros. Sin embargo, el noble rumano Bogdan I de Cuhea (también originario de Maramureş) se rebeló en contra de la autoridad húngara en 1359, ganando la independencia del principado de Moldavia, independencia que se mantuvo hasta la unión entre Moldavia y Valaquia de 1859 (la segunda unión rumana,  habiendo sido la primera en el año 1599/1600 cuando Miguel el Valiente —Vaivoda del Principado de Valaquia y Ban de Oltenia— realizó la primera unión de los Principados Rumanos: Valaquia, Moldavia y Transilvania que forman el territorio de la actual Rumania y Moldavia). El príncipe moldavo más importante fue Esteban el Grande, quien reinó desde 1457 hasta 1504. La capital de su principado era Suceava, en la actual Rumania. 
Con la notable excepción de Transnistria, el territorio de la Moldavia actual ocupa la mayoría de la región histórica de Besarabia, parte del Principado de Moldavia hasta 1812. El nombre del principado viene del río Moldova. El principado medieval cubría el área desde Transilvania en el Oeste hasta el río Dniéster en el Este. Su núcleo estaba en la parte nororiental (Ţara de Sus en idioma rumano), parte de la cual luego se conoció como Bucovina. 
Las sucesivas capitales del Principado fueron: Baia (1359-1365), Sirec (1365-1373), Suceava (1373-1565) y Iaşi (1565-1859).
En 1538, Moldavia acabó bajo dominio del Imperio otomano, a quien le tenía que pagar el 10% de sus ganancias. Aunque se le permitía autonomía interna, e incluso autonomía sobre el comercio exterior, tenía prohibidas las relaciones internacionales que pudieran ir en detrimento del Imperio otomano. Por otra parte, los turcos tenían prohibido poseer tierras o construir lugares religiosos en Moldavia.
En el siglo XVIII, el territorio moldavo se convirtió en campo de batalla y zona de tránsito en los conflictos entre turcos, austriacos y rusos. En 1774, el Principado pasó a ser un protectorado ruso. En 1775, Austria se anexionó Bucovina. Finalmente, por el tratado de Bucarest, Rusía se anexionó más del 50% del territorio moldavo, que pasó a denominarse Besarabia. La parte restante de Moldavia se emancipó del poder turco y se unió con Valaquia, formando la Rumania del siglo XIX.

## La Primera República moldava y la unión con Rumania
Después de la Revolución rusa de 1905, se empezó a desarrollar un movimiento de emancipación nacional rumano en Besarabia. Aunque recibió unos golpes en 1906-1907, resurgió, con todavía más fortaleza, en 1917. Para apaciguar el caos producido por la Revolución rusa de febrero y octubre de 1917, se estableció un consejo nacional liderado por Sfatul Ţării ("El Consejo del País" en rumano) y formado por 120 miembros elegidos por políticos y organizaciones profesionales de Besarabia.
El 15 de diciembre de 1917, la Dieta proclamó la República Democrática Moldava, como parte de la Federación Rusa. 
El 26 de enero de 1918, a la demanda de los miembros de Sfatul Ţării, tropas rumanas entraron en Besarabia para ayudar a mantener la seguridad, deteriorada debido a la gran cantidad de desertores del ejército ruso. 
Tras estos acontecimiento, la Dieta declaró la independencia de la república el 6 de febrero de 1918. Finalmente, bajo la presión del ejército rumano se votó la unión de Besarabia con Rumania el 9 de abril de 1918, ganando el 'sí' por 86 a 3, con 36 abstenciones. Esta unión fue reconocida por varios países europeos, pero no por el gobierno soviético.

## La Moldavia soviética
Tras la creación de la Unión Soviética en diciembre de 1922, el gobierno soviético estableció en 1924 el República Autónoma Socialista Soviética de Moldavia en el territorio al este del río Dniéster en la República Socialista Soviética de Ucrania. La capital del óblast era Balta, situada en la Ucrania actual.
Siete meses más tarde, el óblast fue elevado a la categoría de República Socialista Soviética Autónoma de Moldavia (RSSAM). La capital permaneció en Balta hasta 1929, año en el que fue trasladada a Tiráspol.

### Segunda Guerra Mundial
Durante la Segunda Guerra Mundial, el pacto Molotov-Ribbentrop, que definía la división de Europa del Este en esferas de influencia, permitió a la Unión Soviética tomar Besarabia en junio de 1940, ya que la Alemania Nazi manifestó no tener interés en Besarabia. El 26 de junio de 1940 el gobierno soviético dio un ultimátum a Rumanía para que cediera inmediatamente Besarabia y la región norte de Bucovina. Italia y Alemania presionaron al rey Carlos II de Rumania, que al no obtener ayuda de Francia ni del Reino Unido, accedió. El 28 de junio, tropas sovietas cruzaron el río Dniéster y ocuparon Besarabia, la región norte de Bukovina y Hertza.
La República Socialista Soviética de Moldavia (RSSM), creada a raíz de la anexión el 2 de agosto de 1940, no respetó las fronteras tradicionales de Besarabia. La república comprendía seis condados de Besarabia junto con la parte occidental de la antigua RSSAM. Finalmente, en noviembre de 1940 se fijaron sus fronteras, cediendo los territorios con mayoría ucraniana y aquellos próximos a Rumania a la República Socialista Soviética de Ucrania. Por otro lado una parte de Transnistria, con mayoría de población moldava, fue anexionado a la república.
En abril de 1941, dentro de la operación Barbarroja, Rumania, aliada con la Alemania Nazi recapturo el territorio; de esta manera Rumanía se convirtió en un agresor de facto, lo que tendría graves consecuencias después de la guerra.
En abril de 1944, Transnistria fue recuperado por los soviets. El ejército soviético volvió a recuperar Besarabia y Bucovina y en febrero de 1947 se firmó un tratado de paz que fijaba la frontera soviético-romana en el río Prut.

### Restauración del poder soviético
La república se mantuvo dentro de la URSS después de la Segunda Guerra Mundial, ocupando el actual territorio de la República de Moldavia. El gobierno ruso mantuvo una política de 'desnacionalización' hacia la población rumana, incluyendo medidas represoras para los que tuvieran lazos con el antiguo régimen. Además se animaba a rusos y ucranianos a emigrar a Moldavía. 
En este periodo se focalizó el desarrollo de la industria en Transnistria y de la agricultura en Besarabia.
Más tarde, en la década de los 70 y 80, Moldavia recibió significativas inversiones del presupuesto soviético para desarrollar viviendas e infraestructuras industriales y científicas. Estas inversiones se paralizaron abruptamente en 1991, cuando se disolvió la Unión Soviética y Moldavía se proclamó independiente.

### Hacia la independencia
En 1989 se formó el Frente Popular Moldavo, una asociación de grupos políticos y culturales independientes. Paralelamente, grandes manifestaciones de ciudadanos de origen rumano llevó a la designación del rumano como lengua oficial. Sin embargo, la creciente influencia de los rumanos, empezó a generar oposición en Transnistris donde se creó el grupo Unidad (Yedinstvo-Unitatea) y en Gagauzia donde se creó el grupo Gagauz Halki.
Las primeras elecciones democráticas en la RSSM se celebraron el 25 de febrero de 1990. El Frente Popular conquistó la mayoría de los votos. Tras las elecciones Mircea Snegur, un comunista, fue elegido presidente de la República.

### Secesión de Gagauzia y Transnistria
En agosto de 1990, se declaró una república separada denominada Gagauz-Yeri (República de Gagauz) alrededor de la ciudad de Comrat. En septiembre, los habitantes de la orilla este del río Dniéster proclamaron la República Moldava Dnestr en Transnistria, adoptando Tiráspol como capital. 
Unos 50.000 voluntarios moldavos armados fueron a Transnistria, donde la violencia generalizada se había detenido temporalmente gracias a la intervención del ejército ruso. Las negociaciones que se llevaron a cabo en Moscú entre Gagauzia, Transnistria y el gobierno Moldavo fracasaron, y el gobierno moldavo se negó a continuar con ellas.
En mayo de 1991, el nombre oficial del país se cambió por República Moldova (República de Moldavia).

## La Moldavia postsoviética

### Independencia

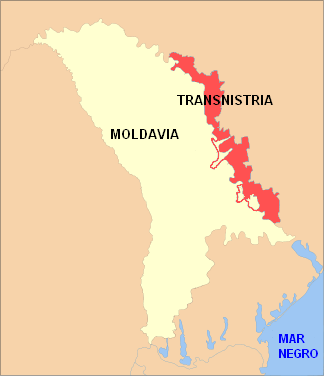
Moldavia y Transnistria.

Durante el intento de golpe de Estado en la Unión Soviética contra Mijaíl Gorbachov en agosto de 1991, el ejército ruso intentó imponer un estado de excepción en Moldavia. Fueron desautorizados por los gobernantes moldavos, que declararon su apoyo al presidente ruso Borís Yeltsin, que lideraba el contragolpe en Moscú. El 27 de agosto de 1991, tras el fracaso del golpe, Moldavia declaró la independencia de la Unión Soviética.
En octubre, Moldavia empezó a organizar sus propias fuerzas armadas; la Unión Soviética estaba deshaciéndose rápidamente y Moldavia necesitaba impedir que se expandiera la violencia desde la República de Transnitria al resto del país. Las elecciones de diciembre, que pusieron a Stepan Topal e Igor Smirnov como presidentes de sus respectivas repúblicas (Guagazia y Transnistria), y la disolución oficial de la Unión Soviética a final de año, incrementaron las tensiones en Moldavia.
A finales de 1991, un reformista ex-comunista, Mircea Snegur, ganó las elecciones presidenciales. Cuatro meses más tarde, el país consiguió el reconocimiento formal como estado independiente por la Naciones Unidas.
Tras la independencia, se adoptó la bandera rumana con un escudo como bandera estatal, y el himno de Rumanía (Deşteaptă-te române!) se utilizó como himno oficial. En ese período comenzó un Movimiento para la Reunificación de Rumania y Moldavia en los dos países.
En 1992, Moldavia se vio envuelta en un breve conflicto con insurgentes locales en Transnistria. El alto el fuego fue negociado por los presidentes Mircea Snegur y Boris Yeltsin en julio. Se estableció una línea de demarcación mantenida por una fuerza de pacificación tripartita formada por fuerzas moldavas, transnitrias y rusas, y a cambio Moscú accedió a retirar el ejército pero hasta ahora no han retirado sus tropas. Además se acordó que Transnitria tuviera un estatus especial dentro de Moldavia y el derecho a secesión en caso de que Moldavia se reunificara con Rumania.

### Después de la independencia: de 1993 a 1998
Desde 1993, Moldavia empezó a distanciarse de Rumanía. La constitución, adoptada en 1994, usaba el término "lenguaje Moldavo" en lugar de "Rumano" y cambió el himno nacional a Limba noastră (Nuestra lengua).
El 27 de febrero de 1994 se celebraron elecciones parlamentarias, que los observadores internaciones describieron como limpias y justas, a pesar de que las autoridades de Transnistris no permitieron votar allí y llamaron a sus habitantes a la no participación. Así, solo 7500 ciudadanos de Transnistria votaron en lugares especialmente establecidos.
El nuevo parlamento, con el Partido Agrario Democrático de Moldavia a la cabeza, no se encontró con el bloqueo que caracterizó el parlamento anterior, que se atascó con los nacionalistas del Frente Popular. El presidente Mircea Ion Snegur firmó su adhesión a la Asociación para la Paz impulsada por la OTAN
En un referéndum en marzo de 1994, la mayoría de los votantes decidió continuar con la independencia. En abril, el parlamento aprobó el ingreso en la Comunidad de Estados Independientes. El 28 de julio, el parlamento ratificó una nueva constitución que se hizo efectiva el 27 de agosto de 1994, y que otorgaba mayor autonomía a las regiones de Transnistria y Gagauzia. Rusia y Moldavia firmaron un acuerdo en octubre de 1994 para la retirada de tropas rusas de Transnistria, pero no fue ratificado por el gobierno ruso.
Durante los meses de marzo y abril de 1995, los estudiantes universitarios y de instituto de Moldavia mantuvieron huelgas y manifestaciones en Chisináu para protestar por las políticas educativas. Aunque las protestas también eran económicas, uno de los asuntos con más adeptos era si el idioma nacional debía ser llamado Moldavo (como decía la Constitución) o Rumano.
El 27 de abril, el presidente Snegur llevó una iniciativa al parlamento para reformar la constitución y cambiar el nombre a Rumano. Este intento fue desestimado por el parlamento moldavo, ya que "promovía el expansionismo rumano".
En julio de 1998 entró en vigor el Acuerdo de Cooperación y Colaboración con la Unión Europea por un periodo inicial de diez años. Establecía un marco institucional para las relaciones bilaterales, a la vez que fijaba los principales objetivos comunes.

### Desde 2001

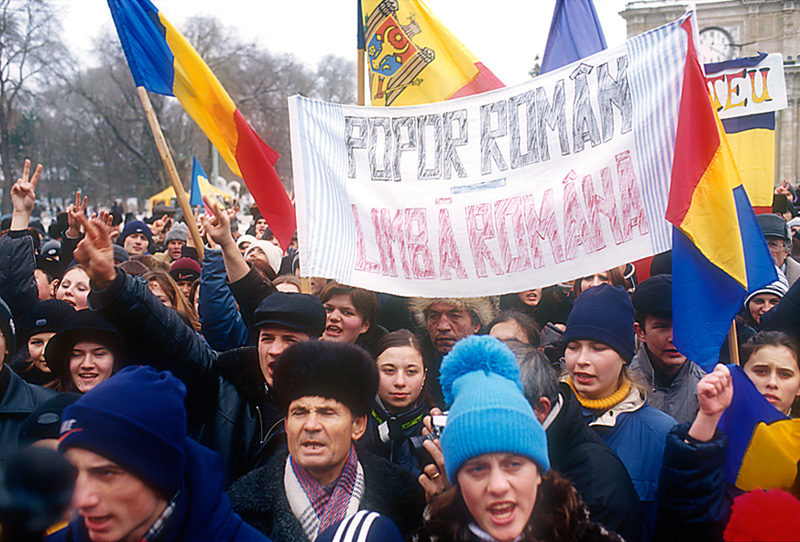
Protestas de 2002.

En las elecciones de 2001 el partido comunista prorruso, Partidul Comuniştilor din República Moldova (Partido de los comunistas de la República de Moldavia), consiguió la mayoría de los asientos del Parlamento y eligió a un presidente comunista: Vladimir Voronin. Sin embargo, después de unos pocos años en el poder, las relaciones entre Moldavia y Rusia se han deteriorado como consecuencia del conflicto sobre la Transnistria.
En el verano de 2004, las autoridades de la Transnistria cerraron cuatro escuelas moldavas en Tiráspol, Bender, y Rîbnița porque usaban el rumano con el alfabeto latino. Esto incrementó las tensiones entre Moldavia y la provincia independentista, resultando en sanciones económicas entre ellas. El conflicto se resolvió ese mismo año cuando las autoridades de Transnistris garantizaron la existencia de escuelas privadas.
En las elecciones de 2005, el partido comunista fue reelegido dentro de una plataforma prooccidental, acentuando la necesidad de la integración en la Unión Europea. El parlamento volvió a proclamar a Vorodin como presidente.
En diciembre de 2014, los partidos europeístas ganadores de las elecciones legislativas anunciaron la reedición del pacto que gobernó ese país durante los cuatro años anteriores.